# Neville Goddard
Neville Goddard (1905-1972) a fost un influent propagator al metafizicii.

## Biografie
Neville Lancelot Goddard s-a născut pe 19 februarie 1905 în St. Michael, Barbados, în Indiile de Vest, fiul lui Joseph Nathaniel Goddard , un negustor, și al Wilhelminei née Hinkinson ; Neville era al patrulea copil în familia lor de nouă băieți și o fată.
A venit în Statele Unite ale Americii pentru a studia arta teatrală la vârsta de șaptesprezece ani (în septembrie 1922) iar, pe când se afla în turneu cu trupa sa de dans prin Anglia, a prins gustul pentru metafizică, după o discuție întâmplătoare cu un scoțian care i-a împrumutat o serie de cărți despre „puterea minții”. La întoarcere, a renunțat la industria de divertisment pentru a-și dedica întreaga atenție studiului spiritualului și problemelor mistice.
Interesul său s-a intensificat după ce l-a întâlnit pe Abdullah, care predica creștinismul ezoteric.
Neville s-a dus să-l audă pe Abdullah oarecum din nevoia de a avea un prieten. Povestea, „Îmi amintesc prima noapte când l-am întâlnit pe Abdullah. Am tot amânat dinadins să merg la vreuna din adunările lui deoarece un om în a cărui judecată nu aveam încredere tot insista să particip. La finalul întrunirii, Ab s-a apropiat de mine și mi-a spus, 'Neville, ai întârziat șase luni'. Surprins, l-am întrebat cum de știa cum mă cheamă, iar el a răspuns, 'Mi-au spus frații acum șase luni că vii'. Apoi a adăugat, 'Am să rămân aici până ce vei fi primit tot ce trebuie să-ți dau. Abia apoi voi pleca'. Și el o fi tânjit să plece, dar trebuia să mă aștepte”.
După această întâlnire, Neville a studiat împreună cu Abdullah, învățând ebraică, cabala și înțelesurile ascunse din Sfânta Scriptură.
După ce a călătorit de-a lungul și de-a latul Statelor Unite, Neville s-a stabilit în cele din urmă în Los Angeles unde, începând cu anii '50, a susținut o serie de prelegeri la radio și televiziune, precum și conferințe publice regulate.

## Teme și abordări
- Întreaga sa operă gravitează în jurul interpretărilor mistice ale pasajelor din Biblie, a aducerii ezotericului în exoteric: „În loc să privești Biblia ca pe o consemnare istorică a unei civilizații antice sau ca biografie a neobișnuitei vieți a lui Iisus, vezi-o ca o măreață dramă psihologică ce are loc în conștiința omului. Asumă drama ca fiind a ta și-ți vei transforma de-ndată lumea din deșerturile sterile ale Egiptului în țara promisă a Canaanului” („La porunca ta”[nefuncțională]
, traducere neoficială a lucrării „At Your Command” din 1939).
- În conferențierile   Arhivat în 20 iulie 2009, la Wayback Machine.  și cărțile sale timpurii, Neville a abordat în principal ceea ce el numea „Legea”, tehnica de a-ți crea realitatea fizică prin intermediul imaginației, fiind corelat astfel cu învățăturile așa-numitei mișcări „New Thought”.

Descriind „Legea”, Neville evocă episoade personale, povestind cum a călătorit din New York spre Barbados  în timpul [Marii crize economice] fără a avea vreun ban, cum, folosind puterea imaginației, a fost lăsat onorabil la vatră pentru a-și continua conferențierile în timpul celui de-al Doilea Război Mondial dar și mărturisiri colecționate de la ascultătorii săi de-a lungul timpului. Discutându-le la televiziunea din Los Angeles, spunea, „Învățați să vă folosiți puterea imaginației cu dragoste, în folosul altora, fiindcă Omul se îndreaptă spre o lume unde totul este un efect al imaginației sale”.
Una dintre sugestiile repetate în cadrul propovăduirii „Legii” este aceea a „revizuirii”. Revizuirea vizează modificarea realității prin retrăirea imaginară a evenimentelor pe care le-am fi dorit a se derula altfel. Acest tip de meditații constă în imaginarea unui scenariu plecând de la împrejurările evenimentului nedorit dar cu un final favorabil.
- În 1959, a început să experimenteze ceea ce a numit, ulterior, „Făgăduința”. Scria mai târziu, „Nu știam de Făgăduință până ce am început să o trăiesc, dezvăluindu-se în mine”.

La sfârșitul anilor '60 și începutul anilor '70, Neville a accentuat mai mult „Făgăduința” decât „Legea”. Îți poți folosi puterea imaginației pentru a-ți schimba împrejurările, spunea el, dar va fi numai temporar, „...și se va pierde ca fumul”. Continua, explicând că „Făgăduința” primează „Legii”, întrucât, „Oh, o poți folosi („Legea”) pentru a face averi, a deveni faimos în lume; toate astea sunt cu putință, dar, scopul tău real e acela de a împlini Scripturile”.
În ultimii ani de viață spunea, „Știu că timpul meu e scurt. Am sfârșit munca pe care am fost trimis să o înfăptuiesc și acum sunt nerăbdător să plec. Știu că nu voi mai apărea în această lume tridimensională, căci 'Făgăduința' s-a împlinit în mine. Iar acolo unde plec, te voi cunoaște acolo așa cum te cunosc aici, fiindcă suntem toți frați, iubindu-ne infinit unii cu alții”.
Viziunea teologică a lui Neville asupra „Făgăduinței” evocă o cosmogonie a uniunii cu Tatăl (conștiința de sine, sinele superior) după moarte, uniunea respectivă fiind însuși scopul vieții fiecăruia dintre noi, scop al cărui traseu este descris în Biblie - o dramă psihologică ce este comună fiecărui om.
Spunea despre „Făgăduință” că „Nu se câștigă; este un dar, este grație și binecuvântare în întregime. Făgăduința divină este necondiționată; Legea divină este condiționată” și vine la timpul potrivit.
Neville Goddard a murit la vârsta de 67 de ani, pe 1 octombrie 1972, în Los Angeles.

## Cărți publicate
- 1939 – At Your Command (La porunca ta, traducere neoficială) - „Poate hotărî omul un lucru și acesta să se întâmple? În cel mai categoric mod, da! Omul întotdeauna a hotărât ceea ce a apărut în lumea sa și azi hotărăște ceea ce apare în lumea lui și va continua să facă asta atât timp cât omul e conștient de a fi om. Niciun lucru nu a apărut vreodată în lumea lui fără ca omul să fi hotărât că trebuie să apară.”
- 1941 – Your Faith is Your Fortune (Credința ți-e avutul, traducere neoficială) - „Fiecare om exprimă automat ceea ce este el conștient a fi. Fără efort sau a folosi cuvinte, în fiecare moment al vieții, omul își hotărăște să fie și să aibă ceea ce este conștient a fi și a avea. Acest principiu neschimbător al expresiei este dramatizat în toate bibliile lumii. Scriitorii textelor noastre sacre erau mistici iluminați, foști maeștrii în arta psihologiei. Spunând povestea sufletului, ei au personificat acest principiu impersonal în forma unor documente istorice atât pentru a-l păstra cât și pentru a-l feri de ochii neinițiaților”.
- 1945 – Prayer: The Art of Believing (Rugăciunea: Arta de a crede, traducere neoficială)
- 1946 – The Search (Căutarea, traducere neoficială) - „Odată, călătorind pe mare, am meditat asupra 'stării perfecte' și m-am întrebat ce aș fi, de aș fi avut ochii prea puri pentru a percepe păcatul. Pe când mă lăsam pierdut în văpaia acestui gând, m-am găsit ridicat deasupra întunericului simțurilor...”
- 1948 – Out of this World (Din afara acestei lumi, traducere neoficială)
- 1951 – Feeling Is the Secret (Trăirea lăuntrică e secretul, traducere neoficială)
- 1952 – The Power of Awareness (Puterea conștiinței, traducere neoficială) - „Întreaga creație există în tine și e destinul tău să devii tot mai conștient de ale ei infinite minuni și să experimentezi aspecte tot mai mărețe și mai mărețe din ea...”
- 1954 – Awakened Imagination (Imaginație trezită, traducere neoficială) - „Taina cea din veci ascunsă neamurilor”, „Hristos cel dintru voi, nădejdea slavei”, „iată, acum descoperită, este însăși imaginația ta. Aceasta e taina pe care veșnic mă lupt s-o înfăptuiesc în mine și la care îi îndemn și pe alții...”
- 1956 – Seedtime and Harvest (Săditul și culesul, traducere neoficială)
- 1961 – The Law and The Promise (Legea și Făgăduința, traducere neoficială) - „Experiențele mele mistice m-au determinat să accept literal vorba aceea, 'întreaga lume e o scenă'. Și să cred că Dumnezeu joacă toate rolurile. Scopul piesei? Să transforme omul, creația, în Dumnezeu, Creatorul. Dumnezeu a iubit omul, creația Sa, și a devenit om în credința că acest gest de auto-înfăptuire va transforma omul - creația - în Dumnezeu - Creatorul.”
- 1966 - Resurrection (Învierea; conține „Freedom for All” - Libertate pentru toți, „Feeling Is the Secret”, „Prayer, the Art of Believing”, „Out of this World”, „Resurrection”)